# Деланд, Юсефина
Юсефина Деланд (швед. Josefina (Josephine) Deland; 1 октября 1814 года, Стокгольм, Швеция — 8 марта 1890 года, Париж, Франция) — шведская писательница, правозащитница, феминистка, преподаватель французского языка. Основатель и председатель (в 1855—1859 годах) Ассоциации учителей-пенсионеров Швеции (швед. Svenska lärarinnors pensionsförening).

## Биография
Юсефина Деланд была дочерью артиста балета Луи Деланда и актрисы Марии Деланд. Её отец, имевший люксембургские корни, немного знал французский язык; сама Юсефина совершила поездку во Францию в юном возрасте. Впоследствии она стала учителем французского языка в Стокгольме, а в 1839 году опубликовала книгу о французском языке.
Помимо работы учителя Деланд активно занималась общественной деятельностью, став одной из первых шведских феминисток в исторический период, когда в стране не существовало организованного движения за права женщин. В 1852 году она начала публичную дискуссию о том, что государство не предоставляет пенсии женщинам-учителям и гувернанткам, которые часто оказываются за чертой бедности. В 1855 году благодаря её усилиям был создан государственный пенсионный фонд Svenska lärarinnors pensionsförening. Однако её первоначальное требование, чтобы фонд был организован женщинами, было осмеяно и отвергнуто средствами массовой информации. Современниками Юсефина характеризовалась как «сладострастная соблазнительная дама, мужское поведение которой произвело бы отвратительное впечатление [на окружающих], если бы оно не было несколько смягчено золотым блеском её волос и яркой игрой её глаз».
В 1859 году Деланд покинула Швецию и уехала во Францию. На посту председателя пенсионного фонда её сменила шведская общественная деятельница София Альбум.